# Język limburski
Język limburski, dialekt limburski – należy do dialektów dolnofrankijskich. Używa go ok. 1,6 mln mieszkańców Niderlandów w rejonie Limburgii i Nadrenii, oraz kilkaset tysięcy w Niemczech.
Etnolekt ten nie posiada ustandaryzowanej formy literackiej, ale tworzy diasystem wraz z innymi dialektami, którymi posługują się Holendrzy. W użyciu są różnorodne gwary, własnymi odmianami dialektu posługują się na przykład mieszkańcy następujących miast: Maastricht, Sittard, Roermond, Weert i Venlo. W północnych rejonach Limburgii gwary limburskie zbliżają się do standardowego języka niderlandzkiego.
Według części językoznawców dialekt limburski jest na tyle odrębny, że może być uznany za język. Dodatkowym argumentem jest uznanie go przez władze Holandii językiem regionalnym. Posiada również swój kod ISO – lim.

## Status
W zależności od kryteriów czysto językoznawczych, socjolingwistycznych, prawnych czy tradycyjnego podejścia dialektologów etnolekt limburski traktowany jest albo jako dialekt języka niderlandzkiego, albo też jako język germański spokrewniony z narodowym językiem Holandii. Poniżej przedstawiono oba spojrzenia na problematykę statusu tej mowy.

### Limburski wśród dialektów niderlandzkich
Zanim rozpocznie się analizę pozycji etnolektu limburskiego, należy uświadomić sobie, co oznacza pojęcie język niderlandzki. W szerszym ujęciu jest to jeden z czterech języków zachodniogermańskich kontynentalnych, obok angielskiego, niemieckiego i fryzyjskiego. Pojęcie to można rozpatrywać na dwa zasadnicze sposoby:
- standardowy język niderlandzki, który wyrósł w XVI wieku z dialektów używanych w Holandii. Należy mieć na uwadze fakt, iż język standardowy jest niejako konstruktem, stworzonym z elementów obecnych w różnych dialektach. Dialekty, które posiadały ówcześnie największy prestiż mają również stosunkowo największy wkład w język. Dialekt limbruski miał niewielki wpływ na kształtowanie się języka ogólnonarodowego, właśnie z powodu niskiego prestiżu tej mowy. Warto jednak zauważyć, że bardzo często język standardowy oparty jest na jednym konkretnym dialekcie, natomiast znikomy udział innych nie przeświadcza o tym, iż nie są one dialektami tego języka (przykładem może być dialekt mazowiecki w przypadku języka polskiego). Poza tym, sam fakt potrzeby posiadania języka standardowego wynika z różnic w mowie regionalnej, które uniemożliwiają swobodną komunikację ludzi z tego samego kraju, a ci w domyśle powinni mówić wzajemnie zrozumiale.
- etniczny język niderlandzki, na który składają się dialekty. Ich cechą charakterystyczną jest wspólne formowanie kontinuum dialektalnego, które wskazuje na wzajemną łączność i przejściowość dialektów. Co ważne, stoją one w opozycji do sąsiadujących języków, zwłaszcza do niemieckiego (w którym zaszła druga przesuwka spółgłoskowa).

Na tej podstawie można uznać, że etnolekt limburski jest dialektem języka niderlandzkiego.

### Status oficjalny

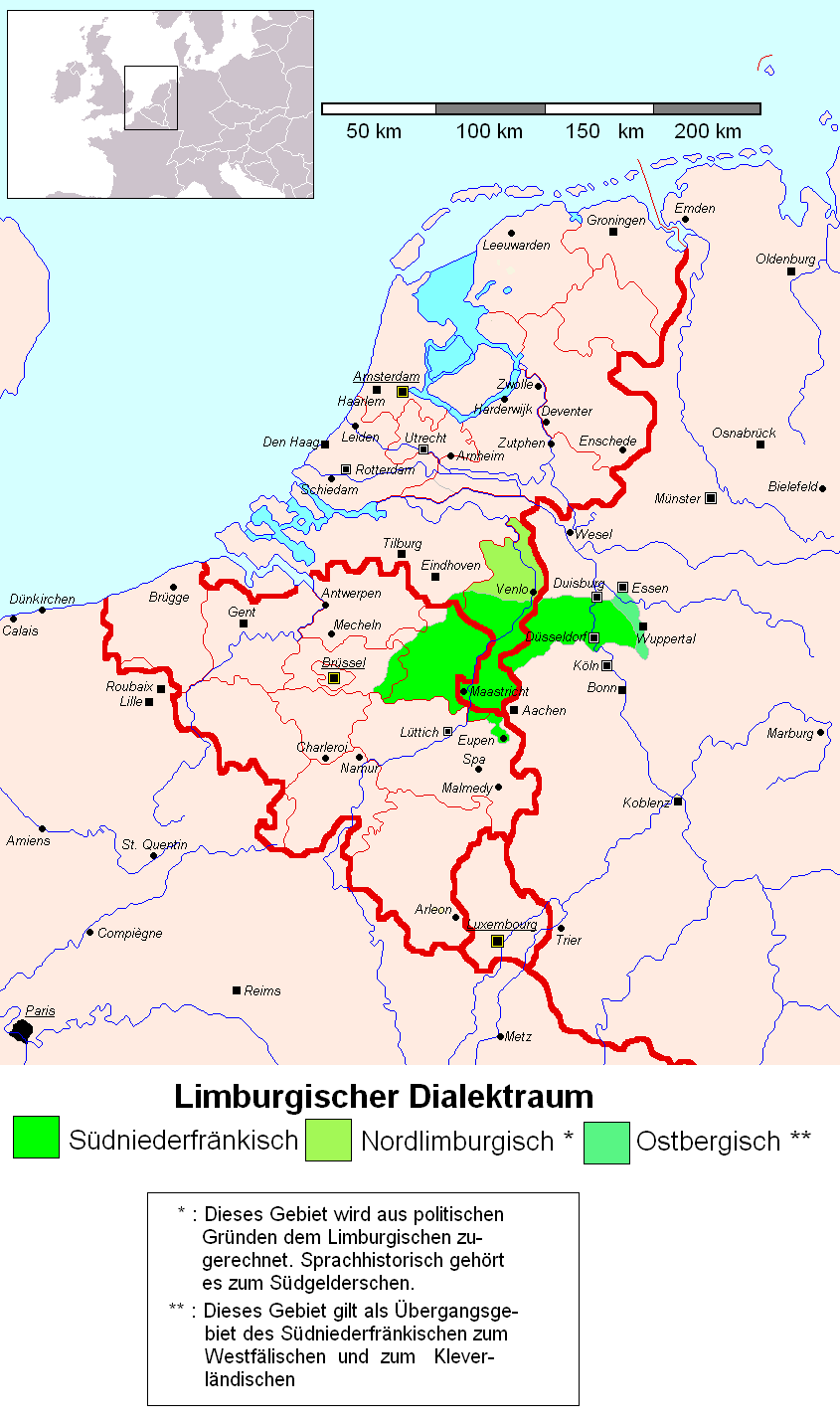
Etnolekt limburski

Kwestia tego, czy dialekt limburski to jeden z etnolektów przynależnych do języka niderlandzkiego, czy może „krajowy język, który nie osiągnął dominacji” jest wciąż otwarta. Obecnie o statusie etnolektu decyduje polityka językowa, którą można rozumieć jako decyzje organów państwowych, bądź wolę samych użytkowników. Ta ostatnia pojawia się wówczas, gdy czują oni pewną odrębność kulturową i co za nią idzie również i językową. Ma to na celu ochronę etnolektu. Gdy ma on status języka, jest traktowany w inny sposób. Dialekty mają ogólnie tendencje do zanikania, są zastępowane przez warianty dużo bardziej zbliżone do języka standardowego. Gdy język posiadający stosunkowo małą liczbę użytkowników doświadcza kontaktów z językiem dominującym, takie procesy również zachodzą. Są one jednak hamowane przez umiejętność posługiwania się kilkoma językami, a także świadomość o potrzebie unikania mieszania się dwóch języków i zachowania „czystej” mowy. Formalizacja tych potrzeb wykonywana jest przez rządy państw, które nadają w danym kraju etnolektowi status języka regionalnego. Taki status etnolekt limburski otrzymał w Holandii w roku 1997 (ten sam status posiada również język dolnosaksoński). Unia Języka Niderlandzkiego zaznacza, iż o uznaniu limburskiego językiem zadecydowały względy socjolingwistyczne, a nie czysto lingwistyczne. W Belgii limburski nie ma statusu oficjalnego.
W związku z powyższym można uznać etnolekt limburski za język zachodniogermański.